# Coccus jaculator
Coccus jaculator är en insektsart som först beskrevs av Green och Robert Malcolm Laing 1924.  Coccus jaculator ingår i släktet Coccus och familjen skålsköldlöss.
Artens utbredningsområde är Guyana. Inga underarter finns listade i Catalogue of Life.